# 泰梅爾半島

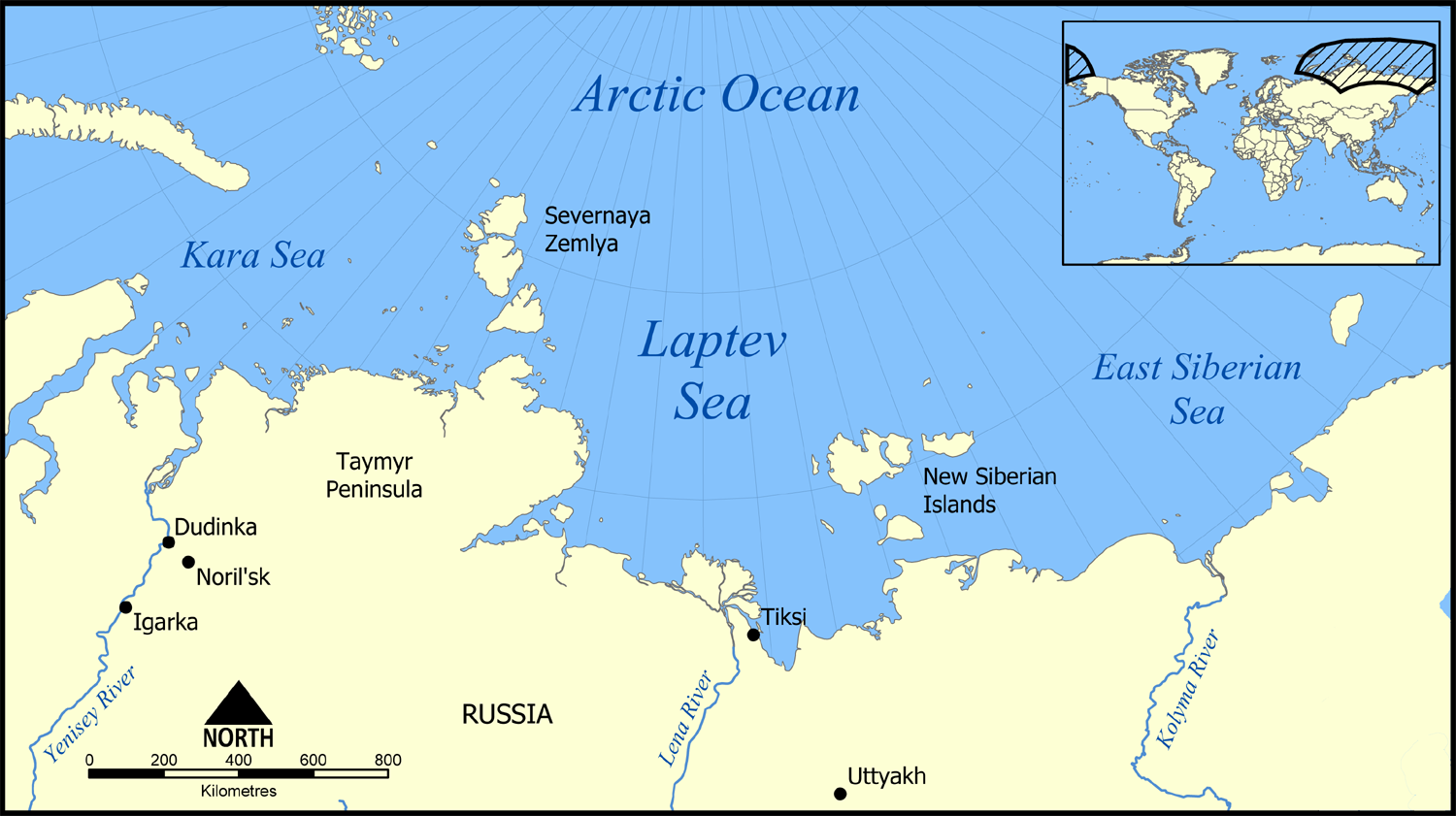
位於圖中的中左方的泰梅爾半島

泰梅尔半岛（Таймыр полуостров），亚洲大陆最北端的一个半岛。介于喀拉海叶尼塞湾和拉普捷夫海哈坦加湾之间，面积约40万平方千米，全境属俄罗斯克拉斯诺亚尔斯克边疆区管辖，最高点海拔1146米；气候寒冷，海岸线曲折。